# Live at Coventry Cathedral

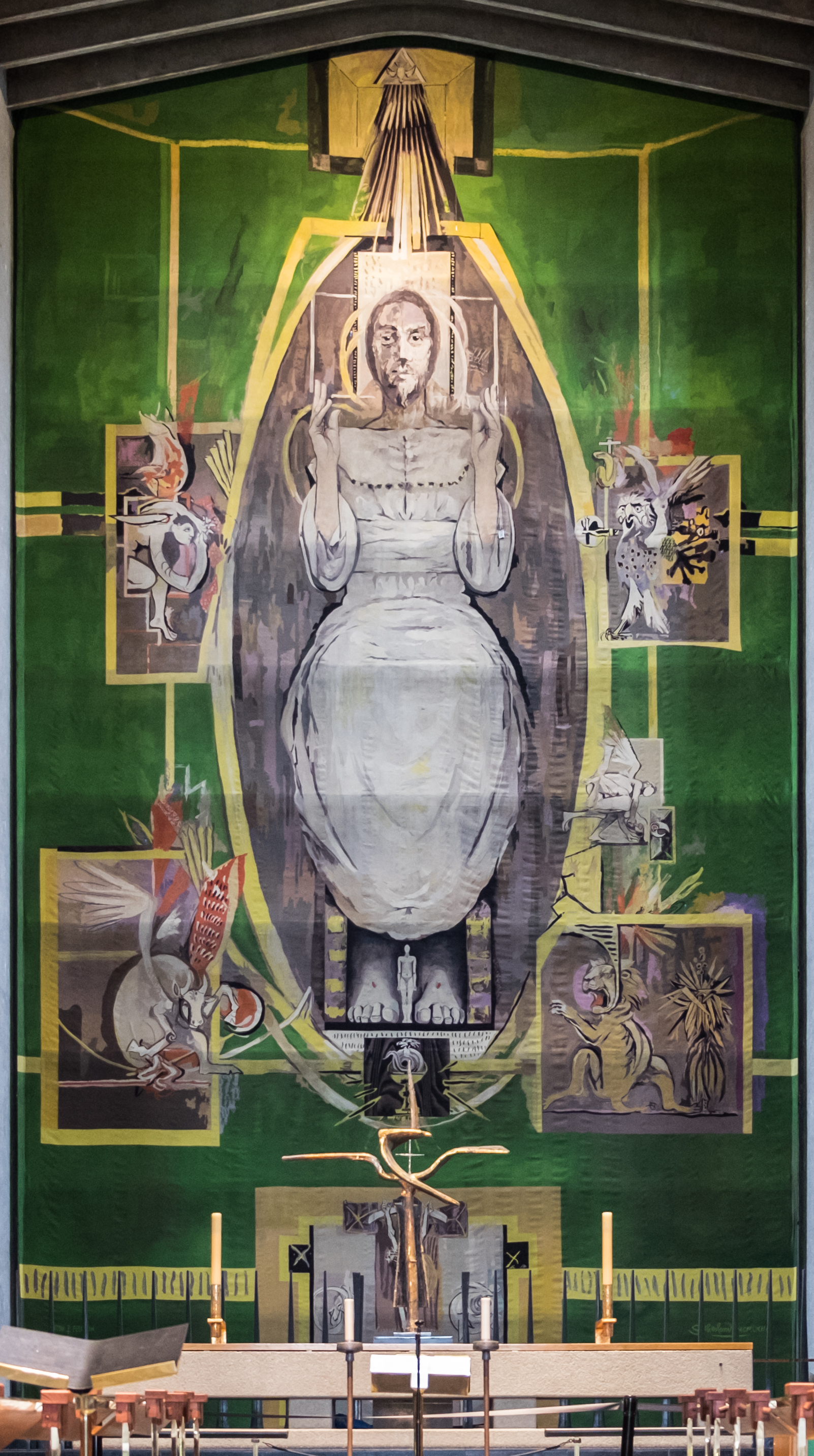
Wandkleed Christ in Glory van Graham Sutherland is regelmatig prominent in beeld)

Live at Coventry Cathedral is een dvd van de Duitse band Tangerine Dream (TD).
Ter promotie van hun livealbum Ricochet ging de band op tournee door Frankrijk en Engeland. De Engelse “leg’ begon op 4 oktober 1975 met een concert in de Kathedraal van Coventry. Het concert van 1975 stond in het teken van de oplevering van de herbouwde kathedraal en een poging tot toenadering tussen een Duitse band en de Engelse bevolking; de Duisters hadden de kathedraal stuk gebombardeerd tijdens de Tweede Wereldoorlog. Het concert mag mede bijzonder genoemd worden omdat de Katholieke Kerken na een debacle in de Kathedraal van Reims tijdens een concert  door dezelfde band te horen gekregen, dat dit soort concerten niet meer mocht. De Anglicaanse kerk dacht er anders over, want TD deed niet alleen Coventry aan, maar ook de Kathedraal van Liverpool en Kathedraal van York (York Minster). De British Broadcasting Corporation greep het concert aan voor een televisie-kennismaking met TD. Regisseur Tony Palmer trok naar Coventry om te filmen voor All You Need Is Love: The Story of Popular Music. Helaas voor TD ging voor de geplande aflevering Mike Oldfield met Ommadawn voor; van het gefilmde materiaal kwam maar 20 seconden op de beeldbuis. De geluidskwaliteit van het uitgezondene was matig. De film, waarin Palmer niet alleen oog had voor de drie leden, maar ook voor de kathedraal bleef tot 1976 op de plank liggen. Bij de versie uit 1976 bleek het originele geluid vervangen te zijn door de opnamen van het “livealbum” Ricochet. Dit werd onder andere geconstateerd aan de ongelijkheid tussen muziek en de musici. Bovendien hanteerden Froese en Franke in de film geen gitaar en drumstel, terwijl die wel te horen zijn (maar niet te zien). Aangezien Franke voor zover bekend op het podium nooit heeft gedrumd, moest het wel een studio-opname zijn, hetgeen al bekend was van “livealbum” Ricochet. Bij de uitgifte van de dvd werd dan ook vermeld dat het geluid afkomstig was van dat album. Men vermoedde de hand van Richard Branson, baas van Virgin Records, die het album Ricochet verder onder de aandacht wilde brengen.
Bij de samenstelling van de 2019-uitgave In search of Hades werden de originele opnamen teruggevonden en als audiotrack meegeperst na de muziek van album Stratosfear (het album na Ricochet).
TD had de schrik te pakken, want een tweede videoregistratie kwam pas in 1987; ze begeleidden toen zelf geschoten films onder de noemer Canyon dreams, maar bleven buitenbeeld.  

## Musici
- Edgar Froese, Christopher Franke, Peter Baumann – synthesizers of soortgelijke instrumenten